# بسکتبال در المپیک تابستانی ۲۰۰۸
بسکتبال در المپیک ۲۰۰۸ پکن،هفدهمین حضور ورزشی بسکتبال به عنوان یک رویداد رسمی مدال المپیک بود. این مسابقات از ۹اوت تا ۲۴اوت برگزار شد.

## مسابقات انتخابی

### بسکتبال مردان
| آفریقا | آمریکا                         | آسیا  | اروپا                                    | اقیانوسیه | قهرمان جام جهانی | میزبان |
| ------ | ------------------------------ | ----- | ---------------------------------------- | --------- | ---------------- | ------ |
| آنگولا | ایالات متحده آمریکا · آرژانتین | ایران | روسیه · لیتوانی · کرواسی · یونان · آلمان | استرالیا  | اسپانیا          | چین    |